# 穆查丘斯罗克天文台
穆查丘斯罗克天文台（西班牙語：Observatorio del Roque de los Muchachos, ORM）是一個位於西班牙加那利群岛中拉帕爾馬島上的天文台。該天文台由位於特内里费岛的加那利天体物理研究所管理，並且是歐洲北方天文台的一部分。
當地的視寧度在北半球僅次於夏威夷毛納基山天文台，適合光學和紅外線天文學觀測。當地有許多北半球最先進的天文儀器；例如使用自适应光学的瑞典太陽望遠鏡可提供最高解析度的太陽影像，口徑10.4公尺的加那利大型望远镜更於2009年6月起成為世界上最大的單一口徑望遠鏡。

## 歷史
該天文台最初的望遠鏡是1979年英國萨塞克斯郡格林尼治天文台設在赫斯特蒙索城堡的艾薩克·牛頓望遠鏡搬遷到拉帕爾馬島開始。這個過程相當困難，使大眾認知建立一個新望遠鏡比搬遷望遠鏡來得便宜。 
該天文台首先由西班牙、瑞典、丹麥和英國在拉帕爾馬島聖克魯斯建立。之後包含德國、義大利、挪威、荷蘭、芬蘭、冰島、美國也加入計畫。  
該天文台官方正式啟用日期是1985年6月29日由西班牙皇室和歐洲六個國家元首啟用。並建立了七個直升機停機坪供貴賓使用。
1997年山坡上的火災燒毀了其中一個伽馬射線望遠鏡，但2005年9月的另一次火災並未使任何建築或望遠鏡損壞。

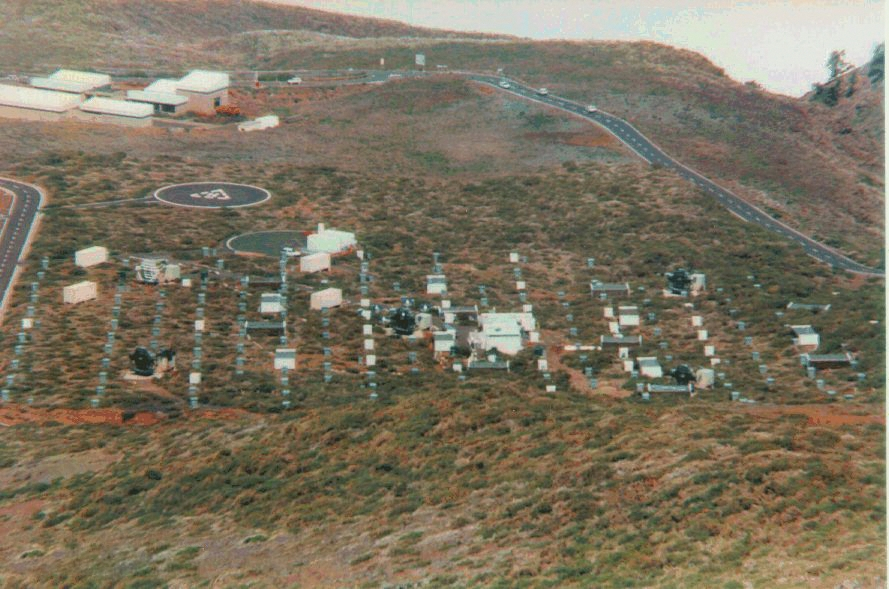
圖中是數個為了啟用典禮建造的直升機停機坪，並可看到已拆解的 HEGRA 陣列
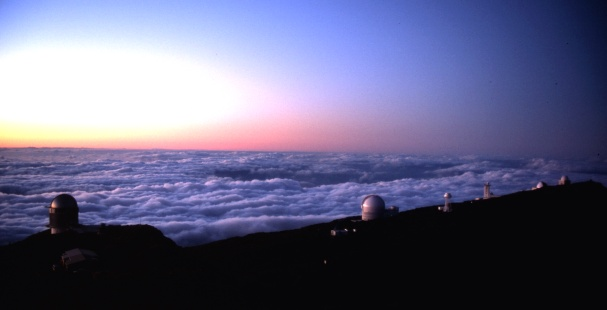
天文台日落一景，可見到以下望遠鏡（從左到右）：北歐光學望遠鏡、威廉·赫歇耳望遠鏡、荷蘭開放式望遠鏡、瑞典太陽望遠鏡、麥卡托望遠鏡和艾薩克·牛頓望遠鏡